# Encarsia aleurotubae
Encarsia aleurotubae är en stekelart som beskrevs av Gennaro Viggiani 1982. Encarsia aleurotubae ingår i släktet Encarsia och familjen växtlussteklar.
Artens utbredningsområde är Italien. Inga underarter finns listade i Catalogue of Life.